# Tuberculum anterior vertebrae cervicalis

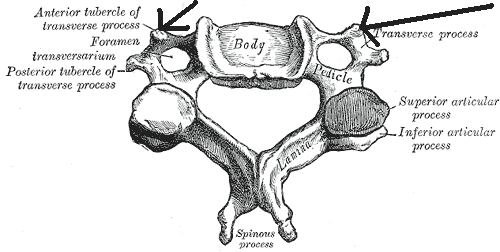
Egy nyakcsigolya (a nyilak mutatják a dudorokat)

A processus transversus vertebrae-án található a tuberculum anterior vertebrae cervicalis, ami egy dudor. A musculus longus collinak biztosít tapadási helyet.